# Didier Séverin
Pour les articles homonymes, voir Séverin.
Didier Séverin, né le 20 juillet 1970[réf. nécessaire] et mort le 23 mars 2022 à l'âge de 51 ans, est un musicien suisse.
Il est d'abord connu comme membre du groupe genevois de metal Knut, depuis sa création en 1994.
Dans les années 2010, il revient à ses racines valaisannes, et, depuis Conthey, il lance le projet « strom|morts » avec Olivier Hähnel et Mathieu Jallut (parfois en collaboration avec d'autres artistes, sous l'étiquette « Colab-20/21 »). Travaillant dans le genre du drone, reposant sur l'utilisation du bourdon, ils utilisent les synthétiseurs pour créer de longues notes faisant apparaître accords et résonances, aboutissement de ce que Didier Séverin déclarait à l'époque de Knut : « Notre obsession, ce ne sont pas les riffs. Mais les figures rythmiques, cycliques. ».

## Sources
- Philippe Simon, « Didier Séverin, au-delà de l’onde », Le Temps,‎ 24 mars 2022 (lire en ligne, consulté le 25 mars 2022)
- Jean-François Albelda, « La scène valaisanne endeuillée par la disparition de Didier Séverin », Le Nouvelliste,‎ 25 mars 2022 (lire en ligne, consulté le 25 mars 2022)
- Francois Barras, « Un hurleur s’est tu », Tribune de Genève,‎ 25 mars 2022 (lire en ligne, consulté le 27 mars 2022)
- Fabien Thevenot, « L’éternel câbleur s’éclipse », Le Courrier,‎ 28 mars 2022 (lire en ligne)
- « Hommage à Didier Séverin, figure bruyante de la scène musicale suisse », sur RTS.ch, 29 mars 2022
- « Didier Séverin: Chanteur de Knut, précurseur dès 1994 du metal-hardcore », La Liberté,‎ 7 avril 2007